# Järnvägsolyckan i Huddinge 1908

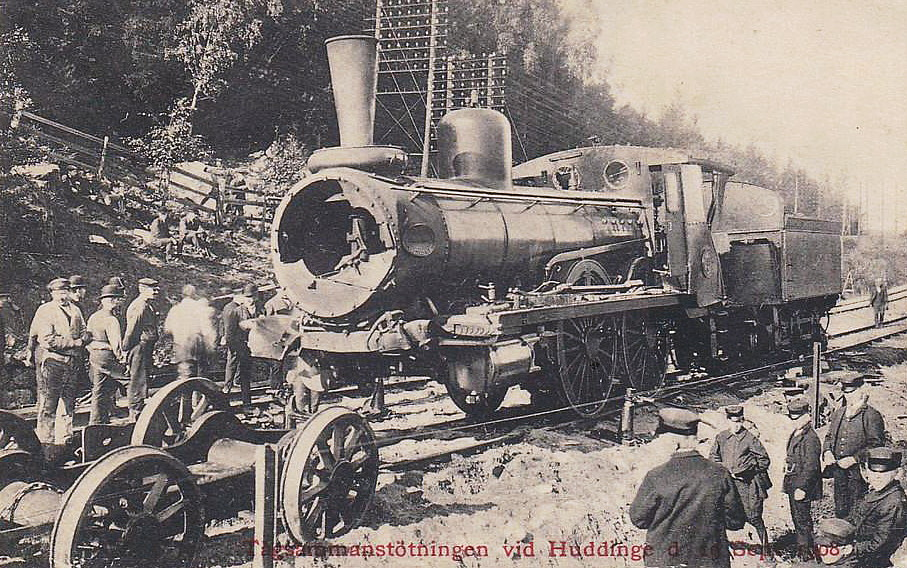
Tågolyckan i Huddinge 1908, foto.

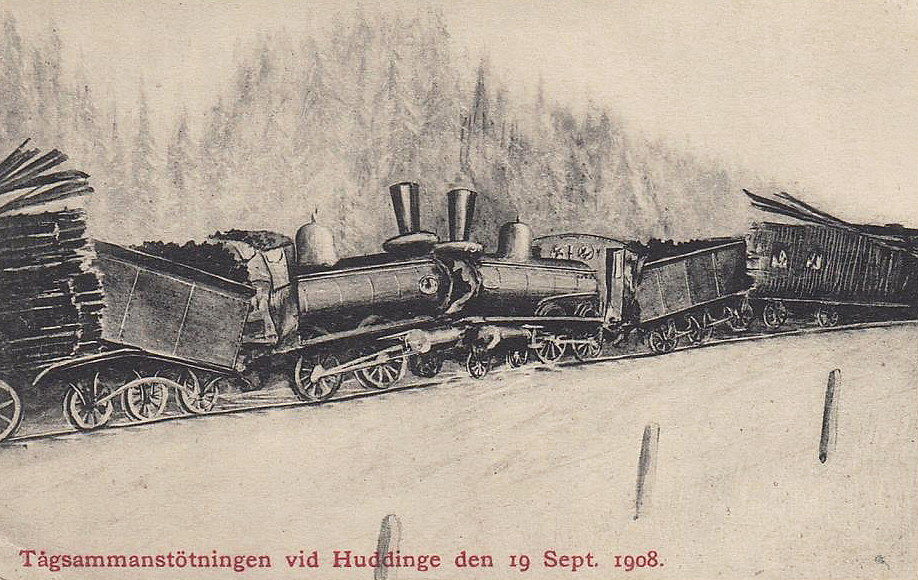
Tågolyckan i Huddinge 1908, teckning.

Järnvägsolyckan i Huddinge 1908 ägde rum på lördagkvällen klockan 20.23 den 19 september 1908 i kurvan norr om Huddinge station i Huddinge socken, som ligger inom dagens Huddinge kommun. De materiella skadorna blev stora men inga människor omkom. Händelsen förevigades på två vykort.

## Beskrivning
Olyckan ägde rum på dåvarande enkelspåret av Västra stambanan strax norr om Huddinge station. Norrgående godståg nr 1022, draget av loket Kd 698, skulle möta snälltåg 11, draget av lok Cc 735, i Huddinge, och när lokföraren såg ett mötande tåg stå inne misstog han detta tåg för tåg 11. Det tåg han observerat var emellertid extratåg 75 mot Malmö, och han passerade stationen utan att stanna, och fortsatte norrut mot Älvsjö. De stoppsignaler som gavs både av stations- och tågpersonal observerade han inte. I en kurva, vid Döda bron cirka 500 meter norr om stationen, kom tåg 11 och kolliderade med godståget. 
Skadorna angavs "enligt fackmännens beräkningar gå lös på öfver 200 000 kr" (motsvarande över 10 miljoner kronor 2019), men de två lokförarna fick endast mindre blessyrer. Tre passagerare och en konduktör skadades också. Bara några veckor efter olyckan blev dubbelspåret mellan Huddinge station och Älvsjö färdigställt och risken för framtida tågkollisioner kunde därmed reduceras. Den ansvarige lokföraren på tåg 1022 dömdes till en månads fängelse och till att utge fullt skadestånd till SJ.

### Skrönan om det sjunkna loket
Kring olyckan uppstod en seglivad skröna: Det sades att godstågsloket var så illa demolerat att det vältes av banvallen och blev liggande och sjönk ner i gyttjan för att så småningom glömmas bort, och att det senare ska ha hittats vad som tolkades som rester efter loket i samband med schaktarbeten. Skrönan har förevigats i lekparken Långsjöparken i form av ett lok som sjunker ner i en sandlåda, där det även satts upp en informationsskylt om det sjunkande loket.
Denna skröna saknar stöd, och motsägs bland annat av att det inblandade loket bevisligen skrotades först 1966 i Östersund.